# رباعیات خیام (آلبوم موسیقی)
رباعیات خیام نام آلبوم موسیقی با دکلمهٔ احمد شاملو و آواز محمدرضا شجریان از رباعیات خیام است. در این اثر، احمد شاملو، ۳۰ رباعی از خیام را دکلمه می‌کند و محمدرضا شجریان، ۵ رباعی را با آواز می‌خواند. موسیقی این آلبوم ساختهٔ فریدون شهبازیان است.
این آلبوم در سال ۱۳۵۵ منتشر شد.
شعری که با مصرع «ابر آمد و زار بر سر سبزه گریست» آغاز می‌شود در بیات اصفهان، شعری که با مصرع «می نوش که عمر جاودانی این است» آغاز می‌شود در بیات اصفهان و رباعی «هنگام سپیده دم خروس سحری» در ابوعطا خوانده شده‌است. 

## فهرست آهنگ‌ها
| ردیف | شعر                                | آواز                           |
| ۱    | اسرار ازل را نه تو دانی و نه من    |                                |
| ۲    | چون ابر به نوروز رخ لاله بشست      | ابر آمد و زار بر سر سبزه گریست |
| ۳    | من بی می ناب زیستن نتوانم          | می نوش که عمر جاودانی این است  |
| ۴    | از آمدنم نبود گردون را سود         |                                |
| ۵    | بنگر به جهان چه طرف بربستم هیچ     |                                |
| ۶    | از آمدن و رفتن ما سودی کو          | هنگام سپیده‌دم خروس سحری        |
| ۷    | افسوس که بی‌فایده فرسوده شدیم       |                                |
| ۸    | جامیست که عقل آفرین می‌زندش         |                                |
| ۹    | در کارگه کوزه‌گری بودم دوش          |                                |
| ۱۰   | آنان‌که محیط فضل و آداب شدند        |                                |
| ۱۱   | ازجمله رفتگان این راه دراز         |                                |
| ۱۲   | این قافله عمر عجب می‌گذرد           | این قافله عمر عجب می‌گذرد       |
| ۱۳   | یاران به مرافقت چو دیدار کنید      | ای کاش که جای آرمیدن بودی      |
| ۱۴   | ساقی غم من بلندآوازه شده‌است        |                                |
| ۱۵   | ساقی گل و سبزه بس تربناک شدست      |                                |
| ۱۶   | گویند که دوزخی بود عاشق و مست      |                                |
| ۱۷   | تا کی غم آن خورم که دارم یا نه     |                                |
| ۱۸   | قومی متفکرند اندر ره دین           |                                |
| ۱۹   | من ظاهر نیستی و هستی دانم          |                                |
| ۲۰   | ما لعبتکانیم و فلک لعبت‌باز         |                                |
| ۲۱   | چون عمر به‌سر رسد چه بغداد و چه بلخ |                                |
| ۲۲   | این بهر وجود آمده بیرون ز نهفت     |                                |
| ۲۳   | گردون نگری ز قد فرسوده ماست        |                                |
| ۲۴   | از من رمقی به سعی ساقی مانده‌است    |                                |
| ۲۵   | چون آمدنم به من نبد روز نخست       |                                |
| ۲۶   | دوری که در او آمدن و رفتن ماست     |                                |
| ۲۷   | ای دوست بیا تا غم فردا نخوریم      |                                |
| ۲۸   | تا دست بر اتفاق برهم نزنیم         |                                |
| ۲۹   | صبح است دمی با می گلرنگ زنیم       |                                |
| ۳۰   | دوران جهان بی می و ساقی هیچ است    |                                |